# La Resurrezione (oratorium)

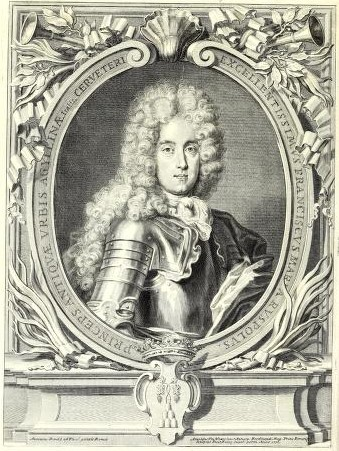
Francesco Maria Ruspoli

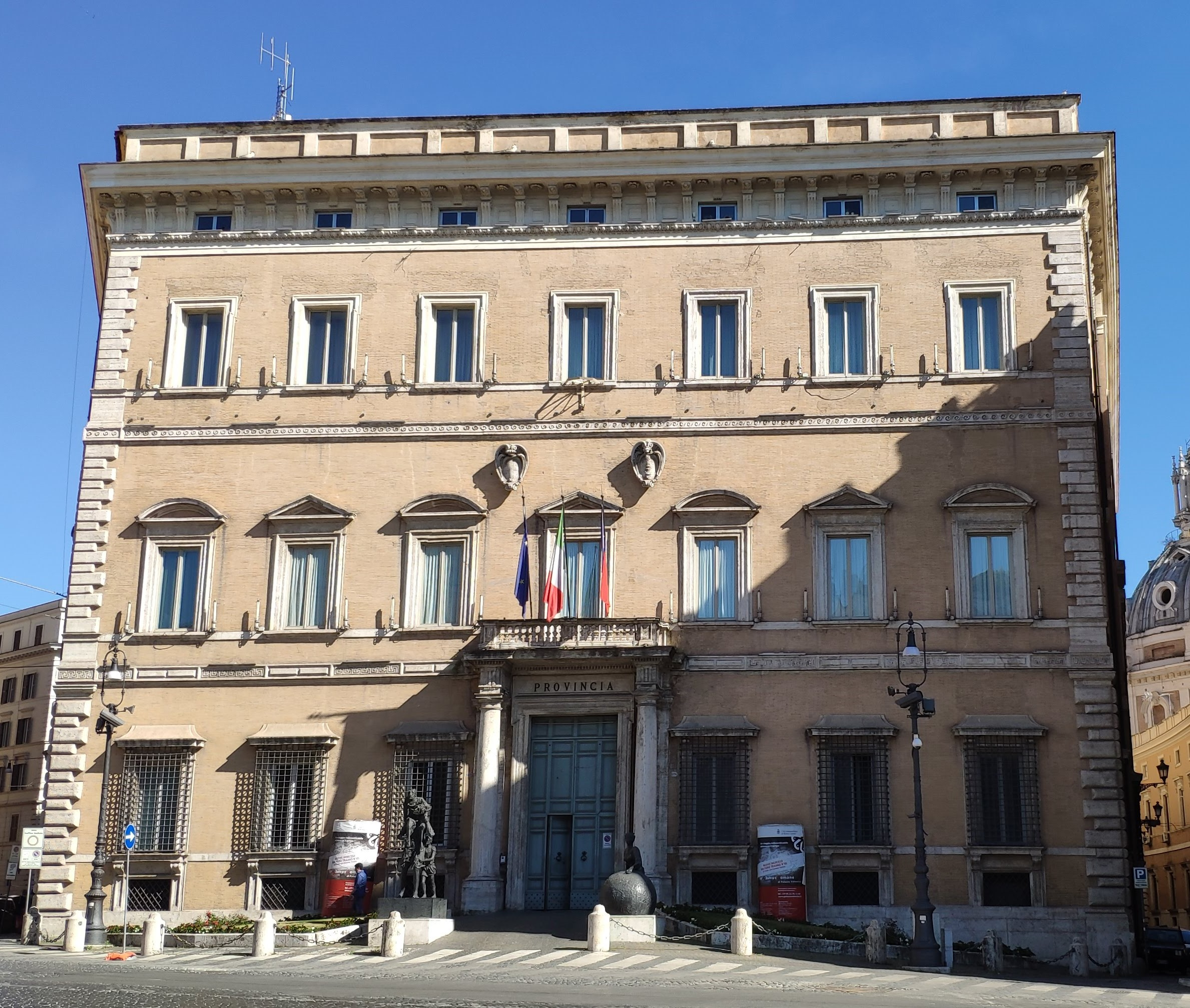
Palazzo Valentini in Rome

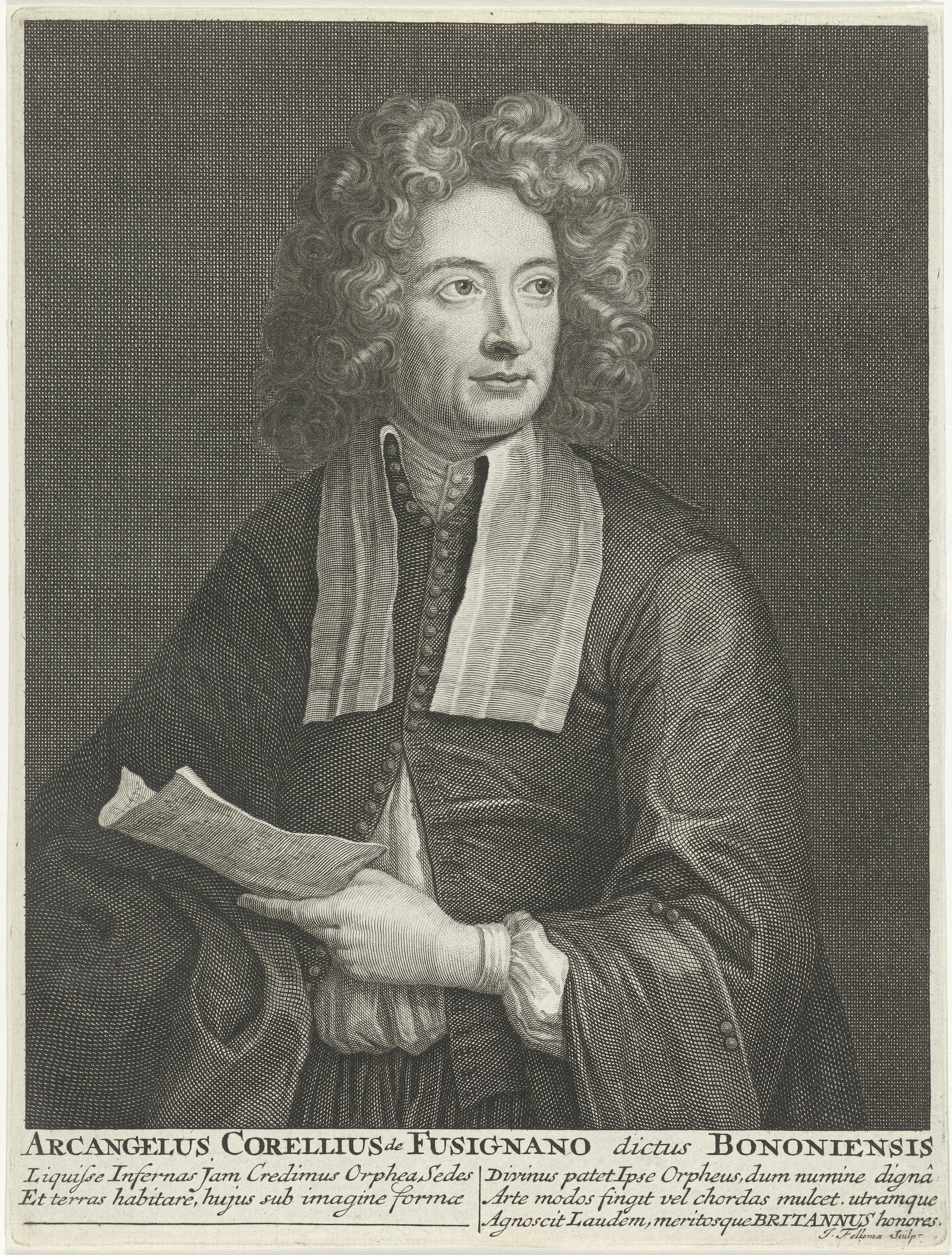
Portret van Arcangelo Corelli

La Resurrezione (volledig: La Resurrezione di Nostro Signor Gesù Cristo;(HWV47) is een Italiaans oratorium op muziek van Handel en op een libretto van Sigismondo Capece en geschreven in opdracht van Marchese (markies) Francesco Maria Ruspoli, mogelijk vooral na Handels succes met zijn opera Rodrigo. Het werk was de meest uitgebreide en duurste van al de voorstellingen die Ruspoli aanbood.
Onderwerp van het oratorium is de Opstanding, de tocht van Maria Cleophas en Maria Magdalena en Johannes naar het graf en de nederlaag van Lucifer, de duivel.
De teksten over de Opstanding uit de Evangelieën zijn door Capece geparafraseerd tot scenes in dialoogvorm.

## Verhaal[2]
De actie vindt plaats gedurende de tweede nacht na de Kruisiging en de daaropvolgde ochtend
- Deel een
  - De afdaling in de Hel. Bij de poorten van de Hel kondigt de Engel triomfantelijk de overwinning van Christus aan. Lucifer roept de legioenen van de Hel op tot strijd.
  - Jerusalem. Maria Magdalena en Maria Cleophas rouwen om de dood van Jezus en kijken verbitterd terug op zijn lijden. Johannes herinnert hen aan Jezus' belofte om op de derde dag terug te keren en de vrouwen besluiten het graf te bezoeken.
  - De Hel. De Engel roept de zielen van de profeten en de patriarchen op, geleid door Adam en Eva, om de Hel te verlaten en in de voetstappen te treden van de overwinnende Christus. Hij leidt ze in een koor van lof.
- Deel twee 
  - Jerusalem. Johannes legt de aardbeving op Paasochtend (naar Mattheus 28:2) uit als de laatste stuiptrekkingen van de Hel en de zonopkomst als een voorteken van de Opstanding waar hij op vertrouwt. Hij gaat de Moeder van Jezus zoeken.
  - De Engel verwelkomt de nieuwe dag en verkondigt Christus' Opstanding als een overwinning over alle uitingen van het kwaad. Hij toont Lucifer de vrouwen op weg naar het graf en vertelt hem dat het nieuws van zijn nederlaag aan de wereld zal worden onthuld. Hij pocht dat dat nieuws geheim zal blijven.
  - De weg naar het graf. De vrouwen die zich haasten naar het graf zijn vertwijfeld tussen hoop en angst en proberen elkaar te bemoedigen. Lucifer, die zich nu bewust is dat de aankondiging van de Opstanding dreigend is, verdwijnt woedend terug in de Hel.
  - Het graf. De Engel vertelt de vrouwen dat Jezus uit de dood is herrezen en zegt ze dat nieuws te verspreiden. Beide vrouwen gaan op zoek naar de herrezen Jezus.
  - Johannes ontmoet Maria Cleophas en vertelt haar dat Jezus bij zijn moeder is verschenen. Maria Magdalena voegt zich bij hen en vertelt over haar ontmoeting met Jezus in de tuin. Bevrijd van alle twijfel danken en prijzen Johannes en de vrouwen God in een koor.

## Compositie
Handel had een buitengewoon groot orkest tot zijn beschikking: ongeveer 45 musici, inclusief een trombonist waarvan de partij niet bewaard is gebleven maar wiens functie waarschijnlijk was om de basso continuo te versterken in de passages waar de trompetten speelden. Het werk heeft een bezetting voor twee sopranen, alt, tenor en bas, 23 violen, 4 violetti, 6 violoni, 6 contrabassen, blokfluiten, traverso, 4 hobo's, fagot, 2 trompetten, 1 trombone, viola da gamba en basso continuo (inclusief een theorbe), waarbij de instrumenten op beeldende wijze in ongebruikelijke combinaties worden ingezet. De eerste uitvoering vond plaats in Rome in Ruspoli's Palazza Bonelli (ook wel Palazza Valentini genaamd) op Paaszondag 8 april 1708. Uit Ruspoli's boekhouding blijkt dat de eerste uitvoering werd geleid door Arcangelo Corelli. De rol van de Engel en die van Maria Cleophas werd gezongen door een castraat, die van Maria Magdalena waarschijnlijk door de sopraan Margherita Durastanti. Dit leverde Ruspoli een pauselijk reprimande op, omdat een vrouw in een oratorium had gezongen. Bij de uitvoering op Paasmaandag zong daarom een castraat de rol van Maria Magdalena. De uitvoeringen waren niet scenisch (dat was ook ongebruikelijk in die tijd voor een oratorium), maar wel waren er visueel relevante elementen opgesteld die het verhaal ondersteunden en was de hoofdzaal waar de uitvoering plaatsvond omgetoverd in een aantrekkelijk theater dat weeldering werd gedecoreerd zoals met een speciaal podium, rode en gele muurtapijten van damast en fluweel, zestien kandelaars om het het publiek mogelijk te maken om het tekstboek (er waren er 1500 gedrukt) te kunnen lezen en speciaal ontworpen muziekstandaards, een groot schilderij van de Opstanding van Michelangelo Cerruti en een rijk versierde omlijsting met de titel van het werk waarvan de letters waren uitgesneden uit doorzichtig papier die van achter verlicht werden door zeventig lantaarns.
Beide oratoriumdelen beginnen met een sinfonia. In zowel het eerste (prima parte) als het tweede deel (seconda parte) wisselen recitatieven en aria's elkaar af; er zijn ook twee duetten. Beide delen worden door een koor afgesloten, gezongen door de solisten.
Met name de aria's voor Maria Magdalena zijn van een bijzondere dramatische kracht. In de aria Ferma l'ali (eerste deel, scène twee) is de bezetting beperkt tot violen met sordini en een viola da gamba waarbij twee blokfluiten en een gedempte hobo in één enkele melodische lijn spelen (tutti flauti e un oboe sordo) met weglating dus van de klassieke klavecimbelbegeleiding. Hierdoor wordt een naargeestig suggestief beeld opgeroepen van de berouwvolle zondaar (Maria Magdalena), die hoewel moe is van het huilen en die nog steeds in het holst van de nacht de slaap weerstaat. Ferma l'ali hergebruikte Handel later in zijn oratorium Esther als de aria Watchful Angels. Blijmoediger is Maria Magdalena's aria Ho un no so che nel cor (eveneens eerste deel, scène twee). Het hoofdmotief hiervoor ontleende Handel aan een vioolsonate van Corelli; later hergebruikte hij de aria in zijn opera Agrippina (1709) (eerste acte, scène 18). Cade il mondo uit Agrippina (aria van Claudio, tweede acte, scene 4) is een aanpassing van Lucifers aria Caddi, è ver (deel een). Del ciglio dolente, aria van Maria Magdalena, (tweede deel) komt terug als Con vana speranza in Radamisto (aria van Tigrane, derde acte, scene 2); twee ander aria's in Radamisto zijn deels gebaseerd op aria's uit La Resurrezione. De opera Tamerlano bevat veel ontleningen aan andere werken van Handel, o.a. ook uit La Resurrezione. De aria Di cupido uit Handels Rodelinda (aria van Garibaldo, eerste acte, scene 5) grijpt terug op de Maria Magdalena's aria Dolci chiodi uit La Resurrezione (deel een, scene 2)
Handel was zeven weken de gast van Ruspoli, voor de compositie en de revisie van het werk en voor de repetitie, een drietal in totaal wat toen een ongebruikelijke luxe was
La Resurrezione is Handels grootste en moedigste werk......Handel was niet langer de Noordduitse leerling maar een volwaardige componist die zich volledig had aangepast aan de contemporaine Italiaanse stijl en genres uit zijn Romeinse tijd, La Resurrezione is het hoogtepunt van zijn Italiaanse ontwikkeling.
Handel had zich de nieuwe Italiaanse stijl geheel eigen gemaakt tijdens zijn verblijf in Rome. La Resurrezione is volledig anders dan het oratorium dat hij slechts een jaar ervoor, in 1707, schreef, Il Trionfo del Tempo e del Disinganno. La Resurrezione is in zijn geheel meer opera-achtig. Tussen het schrijven van beide oratoria heeft Handel volop ervaring opgedaan, zowel als componist als als luisteraar. Veel invloed heeft de muziek van Alessandro Scarlatti op hem gehad (die hij duidelijk in La Resurrezione wilde overtreffen), maar ook veel muziek die hij in Italië tussen 1707-1708 heeft kunnen horen. Dit geldt voor zijn toepassing en uitwerking van de melodie en de harmonie en het zelfbewuste gebruik van de da capo-aria. Er is ook een overeenkomst tussen La Resurrezione en in Italië geschreven werken als Il Trionfo del Tempo e della Verità en de serenata Aci, Galatea e Polifemo: weelderige uitvoeringen voor een exclusief en uitgenodigd publiek in een schitterend versierde ruimte, zonder enscenering maar wel met een duidelijke (muzikale) karakterisering van de uitvoerders en gebaseerd op de mythologische en allegorische onderwerpen. Ook werd gebruik gemaakt van eersteklas zangers en werden er aan de instrumentalisten hoge technische eisen gesteld. Il Trionfo... en Aci... heeft Handel later bewerkt en hergebruikt in Engeland (respectievelijk als The Triumph of Time and Truth en Acis and Galatea), maar op La Resurrezione is hij verder nooit meer teruggekomen.

## Geselecteerde discografie
- Emma Kirkby+Patrizia Kwella (sopranen), Carolyn Watkinson (alt), Ian Partridge (tenor) en David Thomas (bas), The Academy of Ancient Music o.l.v. Christopher Hogwood (Decca – L'Oiseau Lyre-Florilegium, 421 132-2)
- Sophie Bevan+Lucy Crowe sopranen, Iestyn Davis alt, Hugo Hymas tenor, Ashley Riches bas, The English Concert o.l.v. Harry Bicket (Linn Records, CKD 675)
- Nancy Argenta+Barbara Schlick sopranen, Guillemette Laurens alt, Guy de Mey tenor, Klaus Mertens bas, Amsterdam Baroque Orchestra o.l.v. Ton Koopman (Warner Classics, 914141)
- Nancy Argenta+Maria Cristina Kiehr sopranen, Marijana Mijanovic alt, Marcel Reijans tenor, Klaus Mertens bas, Combattimento Consort Amsterdam o.l.v. Jan Willem de Vriend (Challenge Classics, CC72 120)
- Annick Massis+Jennifer Smith sopranen, Linda Maguire alt, John Mark Ainsley tenor, Laurent Naouri bas, Les Musiciens du Louvre o.l.v. Marc Minkowski (DGG-Archiv, 447 767-2)
- Lisa Saffer+Judith Nelson sopranen, Patricia Spence alt, Jeffrey Thomas tenor,

Voor Agrippina o.a. de uitvoering door Il Pomo d'oro o.l.v. Maxim Emelyanychev met Joyce DiDonato als Agrippina in de aria 'Ho un no so che nel cor'